# Aloe diolii
Aloe diolii é uma espécie de liliopsida do gênero Aloe, pertencente à família Asphodelaceae.